# Покровка (Якутия)
Покро́вка — село в Амгинском улусе Якутии России. Административный центр Майского насле́га. Граничит с Амгинским, Чакырским и Болугурским наслегами. Здесь зарегистрировано одно из крупнейших сельхозпредприятий Республики Саха — АО «Амгинский», обрабатывающее до 40 % посевных площадей и собирающее до половины урожая зерновых в целом по амгинскому улусу.

## География и климат
Село Покровка расположено в среднем течении реки Амга́, на левом её берегу, в 26 км к юго-западу от улусного центра, — села Амги́, и в 218 км к юго-востоку от ближайшего города — Якутска.
Климат — резко континентальный. Средняя температура июля +17°С, января — (-40°С). Среднегодовое количество осадков — 225 мм, из которых около 80 % выпадает в теплое время года, обильнее во вторую половину лета. Первые заморозки уже в середине августа, а в первой половине октября лёд окончательно утверждается на реке. Толщина снежного покрова достигает 30-55 см.
Покровка расположена на высоте 8-10 м над урезом воды, на краю надпойменной террасы, сложенной из аллювиальных отложений. Сразу за селом, вверх по берегу, начинаются обширные припойменные луга, с чрезвычайно плодородной почвой, благоприятной для сельскохозяйственных работ. Луга тянутся несколько километров, почти до границы следующего наслега, — села Болугур.
Вблизи села река Амга имеет ширину около 200 м и течёт спокойно (0,2 м/с) по твёрдому дну. Весной, во время паводка, Амга сильно поднимается, — до 7 метров. А то и выше. Тогда паводок становится бедствием — портит дома, размывает дороги, затрудняет связь и снабжение.
Река богата рыбой, здесь попадаются тугун, сиг-пыжьян, налим, ленок, хариус, амурский гольян, сибирский голец, шиповка, пестроногий подкаменщик, щука, сибирские плотва и елец, окунь, ёрш.
К противоположному берегу, заметно более высокому, вплотную подступает дикая тайга. На 86 % она состоит из лиственниц — Гме́лина и Кая́ндера. Также, особенно вдоль берегов и у озёр, встречаются сосны, берёзы, ивы, игли́стый шиповник, таволга, курильский чай, ольха, черемуха. Окрестности села славятся урожаями грибов и душистой земляники.
Как и по всему амгинскому улусу, уникальный баланс почв, тепла и влаги у Покровки считается благоприятным для развития сельского хозяйства и экотуризма.

## История
Первоначально поселение называлось Новопокровка. Оно было основано небольшой группой старообрядцев, — скорее всего, в середине 1840-х годов, — во время обустройства Аянского тракта. Село возникло как своеобразный форпост Амги в освоении ближайших пригодных земель и расширении её продовольственной базы. Положение на строящемся пути из внутренней Сибири к Охотскому морю сулило торговые выгоды. Известно, что в 1852 году, в год официального открытия тракта, здесь уже проживало 77 крестьян, то есть 15-20 дворов. Условно, 1852 год считается годом основания села.
После короткого расцвета, в 1867 году, Аянский тракт был также официально закрыт. Торговли не стало. Жители Новопокровки «разбрелись».
Не уточняется, когда и почему рядом с Новопокровкой возникло селеньице Майское. Известно, что однажды в слегка запустевшую Новопокровку сослали целую группу скопцов. Известно также, в каких натянутых отношениях находились эти загадочные сектанты с законом и с православием. Можно допустить, что они держались в селе отдельно и называли своё подселение «майским» в противовес «октябрьскому» названию старообрядцев (Покров день отмечался 1 октября). Так появились село Покровка и Майский наслег, расположенные «по одному адресу». Эта версия требует проверки.
Согласно другой версии, «часть [жителей] осталась недалеко от Новопокровки и основало село Майское. Новопокровку переименовали в Покровку, а название Майское осталось». Эта версия тоже требует проверки, поскольку неясно, почему часть жителей отселилась, почему Новопокровку переименовали в Покровку, и куда делось это отдельное Майское, оставившее почему-то своё название владениям Покровки.
Аянский тракт, возле которого расположена Покровка, ожил вместе с развитием, с 1881 года, восточных рейсов пароходного общества «Доброфлот». Возобновилась связь с портами Охотского моря, а через них — с рынками Дальнего Востока. Вдоль тракта от Амги до Якутска развивались местные рынки; дорога становилась всё шире и быстрее; в северных городках по Лене хорошо разбирали выращенные в предместьях Амги зерновые. 20 декабря 1911 года из Батурусского улуса был выделен и образован новый — Амгинский улус. Амга, а вместе с ним и Покровка, медленно, но несомненно богатели и росли.
Во время Гражданской войны амгинский улус, по мнению военных обоих лагерей, был ключом к проходу из Якутска во Владивосток. И за этот ключ в ходе Якутского похода (сентябрь 1921 — июнь 1923) разгорелась отчаянная борьба. «27 сражений произошли на территории улулса». Амга стала последним оплотом антибольшевистских сил. Здесь «власть Советов» установилась лишь в марте 1923 года, что почти на год позже провозглашения всей Якутии «автономной советской республикой».
В 1932 году, в годы развивающейся коллективизации, в Покровку из Амги переехало управление совхоза «Амгинский». Постепенно совхоз вырос в крупнейшее сельхозпредприятие, занимавшее территорию половины улуса и располагавшее ресурсами в семи наслегах. В 2017 году в СХПК «Амгинский» во избежание банкротства было введено внешнее управление.

## Население
| 2002 | 2010 | 2018 | 2021 |
| ---- | ---- | ---- | ---- |
| 668  | ↗681 | ↘637 | ↘596 |

| Возрастной состав населения (2010) | Возрастной состав населения (2010) | Возрастной состав населения (2010) | Возрастной состав населения (2010) |
| Возраст, лет                       | Всего                              | Женщин                             | Мужчин                             |
| ---------------------------------- | ---------------------------------- | ---------------------------------- | ---------------------------------- |
| 0-14                               | 179                                | 86                                 | 93                                 |
| 15-54                              | 424                                | 208                                | 216                                |
| 55-69                              | 61                                 | 35                                 | 26                                 |
| свыше 70                           | 19                                 | 12                                 | 7                                  |
| Итого                              | 683                                | 341                                | 342                                |

## Известные уроженцы
- Выдающийся селекционер Фёдор Васильевич Кривошеин[8].
- Оперные певцы Фёдор и Матвей Лобановы.
- Генеральный директор ЛОРП (1994—2010), доктор технических наук, Евгений Леонидович Чистяков[14].
- Заслуженный работник культуры ЯАССР и РСФСР Анатолий Черемных[8].

## Инфраструктура
Подведено электричество, телефонная, цифровая и мобильная связь. Существует система центрального отопления. Детский сад, школа, участковая больница, почтовое отделение, спортивный зал, ветеринарный пункт
Уличное освещение, дорожные покрытия, спортивный зал, телеканал НТВ, школу после пожара, компьютерный класс, библиотечные фонды — всё это жители Покровки восстанавливали или приобретали в складчину, всем миром.
Культура
Дом культуры, библиотека, музей хлебопашества.
В 1988 открыт памятник воинам, павшим в Великой Отечественной войне. В 2018 освящена часовня.
Экономика
Сельское хозяйство преобладает в занятости и доходах селян. Работают три магазина, парикмахерская, пошивочный цех на дому. В селе расположены производственные площадки АО «Амгинский» — два зернотока, маслобойня, мельница, пекарня, МТМ. Есть частная турбаза.

## Транспорт
См. .
Проходит дорога местного значения «Амга — Покровка — Болугур — Оннес» длиной 80 км.
Общественный транспорт полностью заменён на частный извоз.